# Amethistspreeuw

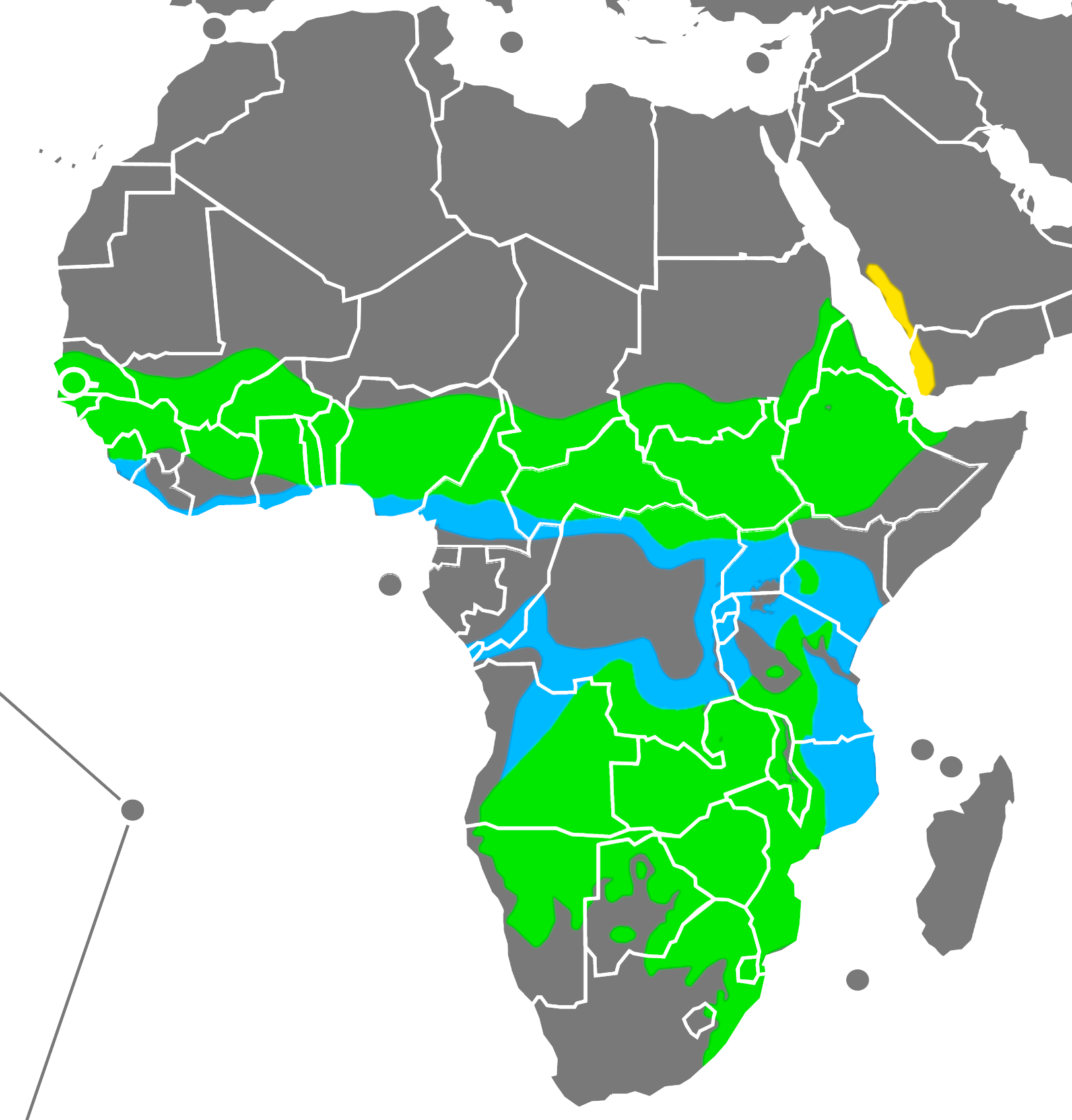
Verspreidingsgebied

De amethistspreeuw (Cinnyricinclus leucogaster) is een vogelsoort uit de familie Sturnidae (spreeuwen).

## Uiterlijke kenmerken
Hij kan een lengte van 19 cm bereiken. Het vrouwtje heeft een bruine rug en een witte buik met zwarte spikkels. Het mannetje is op een witte buik volledig amethist-kleurig.

## Voedsel
De amethistspreeuw voedt zich met fruit, bessen, termieten en kleine insecten.

## Verspreiding en leefgebied
Hij leeft in bossen en in de buurt van rivieren, maar ook in gecultiveerde gebieden. Ze leven in paartjes of in kleine groepen.
Deze soort komt voor in de sub-Sahara en telt drie ondersoorten:
- C. l. leucogaster: van Senegal en Gambia tot Ethiopië, Kenia en Tanzania.
- C. l. arabicus: van oostelijk Soedan tot noordwestelijk Somalië en het Arabisch Schiereiland.
- C. l. verreauxi: van zuidelijk Congo-Kinshasa tot westelijk Tanzania, zuidelijk tot Botswana, noordoostelijk Zuid-Afrika en Mozambique.